# Leon Wachholz
Leon Jan Wachholz (geboren 20. Juni 1867 in Krakau, Österreich-Ungarn; gestorben 1. Dezember 1942 ebenda) war ein polnischer Rechtsmediziner und Medizinhistoriker.

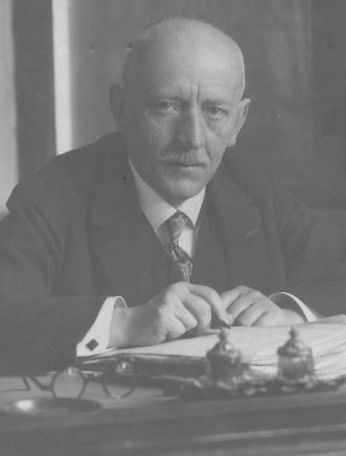
Leon Wachholz

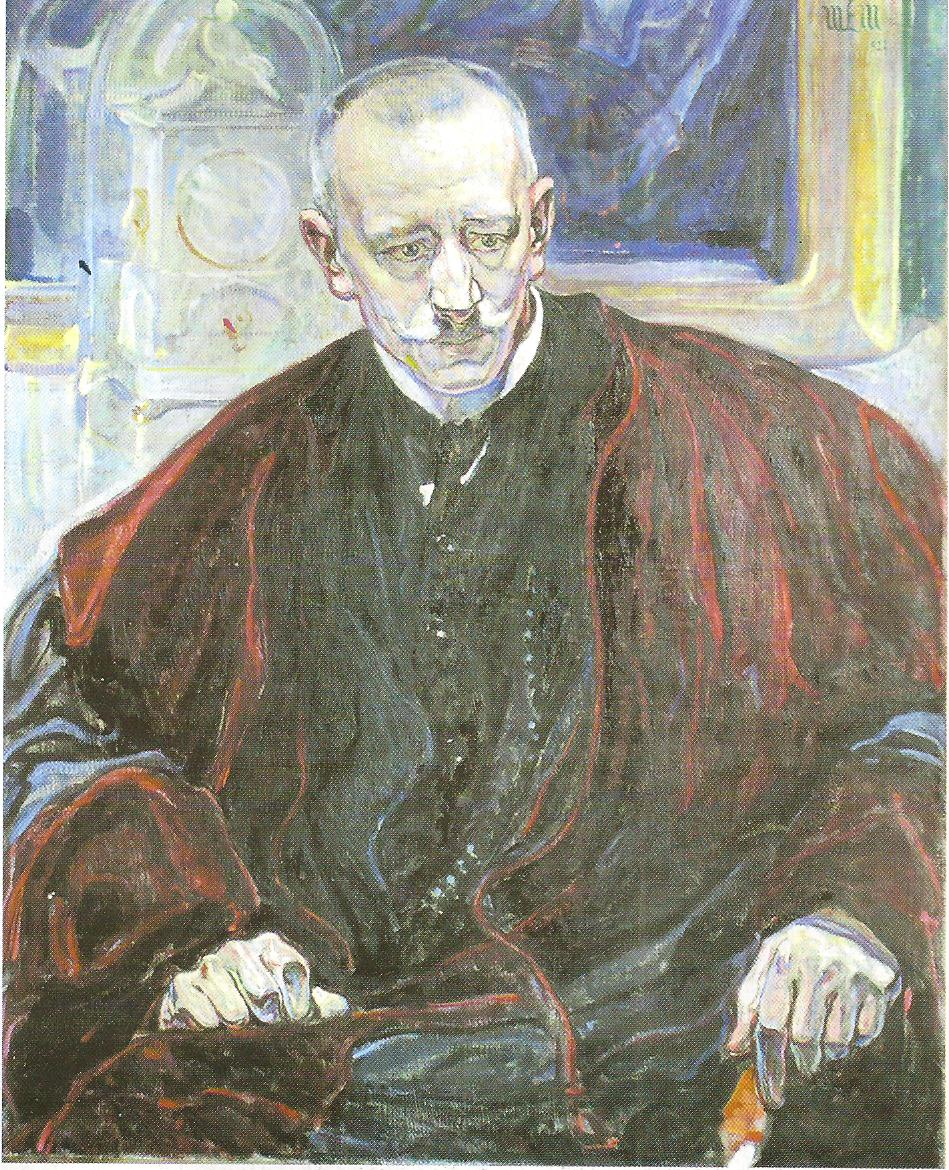
Porträt Leon Wachholz von Leon Wyczółkowski

## Leben
Wachholz' Eltern waren der schlesische Historiker Antoni Wachholz (1814–1873) und dessen Frau Joanna geb. Zagórska.
Er liebte schon als Kind die Natur und sammelte Insekten. Auf dem Krakauer Realgymnasium interessierte er sich für Literatur und Theater. Er schrieb Tagebücher. Nach dem Abitur studierte er an der Jagiellonen-Universität Medizin. Er graduierte 1890 und wurde 1891 zum Doktor der Universalmedizin promoviert. Gleichzeitig erhielt er eine Assistentenstelle an der Abteilung für Forensische Medizin der Jagiellonen-Universität. Am Department für Gerichtliche Medizin Wien vertiefte er sich 1892/93 in Gerichtsmedizin, Psychiatrie und medizinische Chemie. Seit 1894 in Krakau habilitiert, wurde er 1895 Leiter der Abteilung für Forensische Medizin der Jagiellonen-Universität und 1896 zum außerordentlichen Professor ernannt. Die Universität Krakau berief ihn 1898 als 30-Jährigen auf den Lehrstuhl für forensische Medizin. Über 40 Jahre leitete er das Institut für Gerichtsmedizin. An der Jagiellonen-Universität war er zweimal Dekan, einmal an der Medizinischen, dann an der Juristischen Fakultät.
Täglich traf er sich mit einem Freund in einem Café. Daraus entstand ein Club, der die Krakauer Gelehrten, Künstler und Literaten jener Zeit versammelte. Der Maler Jacek Malczewski besuchte Wachholz in seinem Institut und fertigte Leichenstudien. 1904 gehörte Wachholz zu den Mitbegründern der Deutschen Gesellschaft für gerichtliche  Medizin. 1913 wurde er Mitglied der Gerichtsmedizinischen Gesellschaft in Wien. 1935 emeritiert, wurde er 1938 in Bonn zum stellvertretenden Vorsitzenden der Internationalen Akademie für Gerichtliche und Soziale Medizin gewählt. Dem Auswärtigen Amt schrieb das Deutsche Konsulat Krakau am 19. Juni 1939:

„Prof. Dr. Leon Wachholz in Krakau ist arisch und in politischer Hinsicht in keiner Weise hervorgetreten. Sein Verhalten gegenüber Deutschland kann als einwandfrei bezeichnet werden. Wachholz ist in Krakau eine angesehene und sehr geschätzte Persönlichkeit.“

Mit Schreiben vom 5. August 1939 stimmte das Reichsministerium für Wissenschaft, Erziehung und Volksbildung der Aufnahme „ohne Bedenken“ zu. Während der Deutschen Besetzung Polens 1939–1945 wurde er am 6. November 1939 mit 182 Hochschullehrern der Universität Krakau und der Bergakademie Krakau im Collegium Novum festgenommen. Trotz seiner 73 Jahre und der hochgradigen Arteriosklerose wurde er Ende des Monats in das KZ Sachsenhausen (Block 46, Nr. 5215) verbracht. Auf Bitte seiner Frau ersuchte Emil Abderhalden den Generalgouverneur Hans Frank um Wachholz' Freilassung. Daraufhin kam er mit 101 Gefangenen aus Krakau am 8. Februar 1940 frei. Nach der Rückkehr aus dem Konzentrationslager war er krank und erschöpft. Da auch die  finanzielle Situation schlecht war, arbeitete er ein wenig. Sein Gesundheitszustand blieb unverändert. Mit 75 Jahren starb er an den Folgen der Erschöpfung. In Krakau wohnte er in der Wyspianskiego 8.

## Werke
Von seinen gut 200 Publikationen zur Gerichts- und Allgemeinmedizin sowie zur Geschichte der Medizin sind viele auf Deutsch geschrieben. Wissenschaftliche Schwerpunkte sind das Ertrinken, das Hämoglobin und die Kohlenstoffmonoxidvergiftung. Zu seinen Schülern zählen Włodzimierz Sieradzki und Stefan Horoszkiewicz. Als großer Humanist übersetzte er Friedrich Schiller und Goethes Faust in die polnische Sprache. Für das Polnische biographische Wörterbuch schrieb er 24 Biographien.

## Leopoldina
Die Luftangriffe auf Halle (Saale) vernichteten bei Kriegsende ganze Aktenbestände der Deutschen Akademie der Naturforscher Leopoldina. Im Archiv sind nur wenige Briefe und Dokumente zu Wachholz erhalten, unter anderem die Ernennung durch Abderhalden am 14. August 1939. Ein Lebenslauf fehlt. Eine Gedenkstele der Leopoldina zum Andenken von neun Mitgliedern der Akademie, die in den Konzentrationslagern der Nationalsozialisten ermordet wurden oder an den unmenschlichen und grausamen Bedingungen der Lagerhaft starben, erinnert auch an Leon Wachholz.

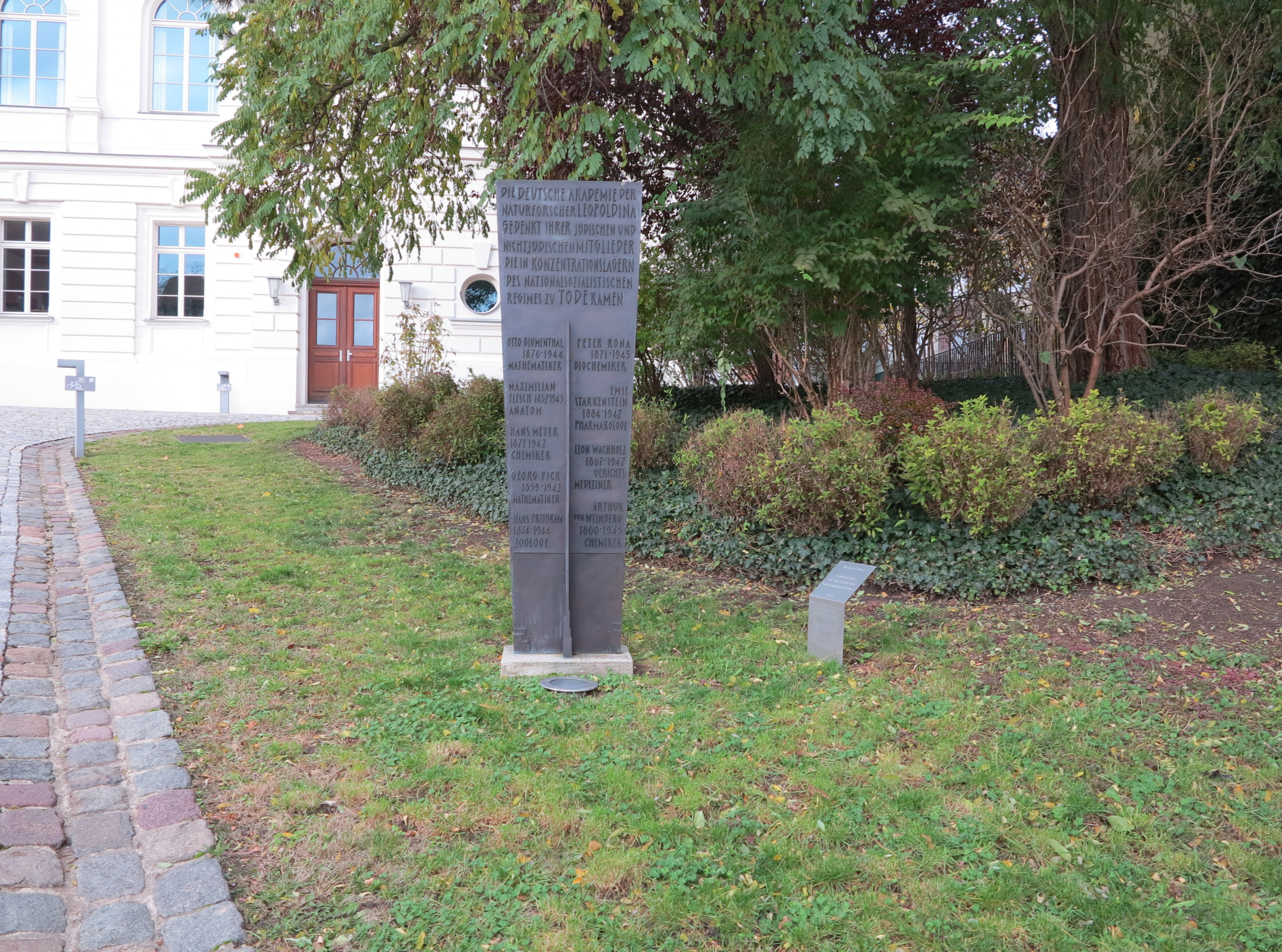
Die 2009 von Bernd Göbel geschaffene Stele erinnert an Mitglieder der Leopoldina, die Opfer der NS-Herrschaft wurden.

## Werke
- Über Cyanmethaemoglobin und Cyanhaematin. Berlin 1894.
- Über Veränderungen der Athmungsorgane infolge von Carbolsäurevergiftung. Berlin 1895.
- Experimentelle Beiträge zur Lehre von der Kohlenoxyd- und Leuchtgas-Vergiftung in gerichtsärztlicher Hinsicht. 1896.
- Selbstmord durch Strychnin (angebliche Antipyrinvergiftung) : Untersuchungen über das Wesen der Todtenstarre und die Beziehungen des Eintrittes derselben zu einigen Giften. Berlin 1897.
- Zur Kasuistik der Selbstmorde durch Schuss. Berlin 1899.
- Aus der Geschichte der Gifte und Vergiftungen. 1903.
- Hundert Jahre Lehrstuhl für Forensische Medizin an der Jagiellonen-Universität. 1905.
- Die gewaltsamen Todesarten : Tod durch Vergiftung. Berlin 1905.
- Experimenteller Beitrag zur Lehre vom Erfrierungstode. Berlin 1906.
- Die Diagnose des Ertrinkungstodes. Berlin 1907.
- Zur Kasuistik der sogenannten Fleischvergiftungen. Berlin 1908.
- Selbstmord durch Kohlendunstvergiftung : ein Beitrag zur Lehre von der Dauer der Nachweisbarkeit von Kohlenoxyd im Blute überlebender Individuen. Berlin 1908.
- Aus der Vergangenheit der Medizinischen Fakultät der Universität Lemberg. 1912.
- Medycyna sądowa [Gerichtsmedizin], 1919, 1925.
- mit S. Ciechanowski: Technika sekcji zwłok [Obduktionstechnik], 1919.
- Psychopatologia sądowa [Rechtsmedizinische Psychopathologie], 1923.
- Krakauer Krankenhäuser 1220–1920. Krakau 1924.
- Gewaltsamer Tod durch verbrecherische Kastrierung oder natürlicher Tod durch Aortaruptur. Leipzig 1928.
- Über die Feststellung der Jungfernschaft. Springer, Berlin 1928.
- Über sensationelle Fälle plötzlichen Todes aus natürlicher Ursache. Leipzig 1929.
- Zur Kasuistik des pathologischen Alkoholrausches. Leipzig 1931.
- mit Jan Stanisław Olbrycht: Forensische Bedeutung der Schriftveränderung durch Krankheit. Springer, Berlin 1934.
- Spektroskopische Studien über einige Hämoglobinderivate. Springer, Berlin 1934.

## Ehrungen
- Korrespondierendes Mitglied der Deutschen Gesellschaft für Gerichtsmedizin
- Orden Polonia Restituta (Orden der Wiedergeburt Polens), Kommandeurkreuz (27. November 1929)[4]
- Wahl in die Polnische Akademie der Wissenschaften (1930)
- Polska Akademia Umiejętności (Polnische Akademie der Gelehrsamkeit)
- Verdienstkreuz der Republik Polen (11. November 1936)[5]
- Mitglied der Deutschen Akademie der Naturforscher Leopoldina (1939)